# Dan Straily
Daniel Straily (né le 1er décembre 1988 à Springfield, Oregon, États-Unis) est un lanceur droitier de la Ligue majeure de baseball.

## Carrière

### Athletics d'Oakland
Joueur du Thundering Herd de l'université Marshall, Dan Straily est repêché au 24e tour de sélection par les Athletics d'Oakland en 2009. Lanceur partant dans les ligues mineures, Straily fait ses débuts dans le ligue majeure de baseball avec Oakland le 3 août 2012, retirant sur des prises 5 joueurs des Blue Jays de Toronto en 6 manches lancées.

#### Saison 2012
Straily passe la plus grande partie de l'année 2012 dans les rangs mineurs avec le club-école AAA de Sacramento , de même que le AA de Midland. Il lance avec les Athletics d'Oakland pour pallier le grand nombre de lanceurs partants manquants, Bartolo Colón étant suspendu pour dopage, Brett Anderson s'étant blessé au muscle oblique à son retour au jeu après une opération Tommy John, et Brandon McCarthy ayant reçu en plein visage le 5 septembre 2012 une balle frappée par Erick Aybar des Angels de Los Angeles. Straily performe bien, ayant maintenu une moyenne de points mérités de 3,89 en 7 départs, avec une fiche de 6 victoires et 3 revers.

#### Saison 2013

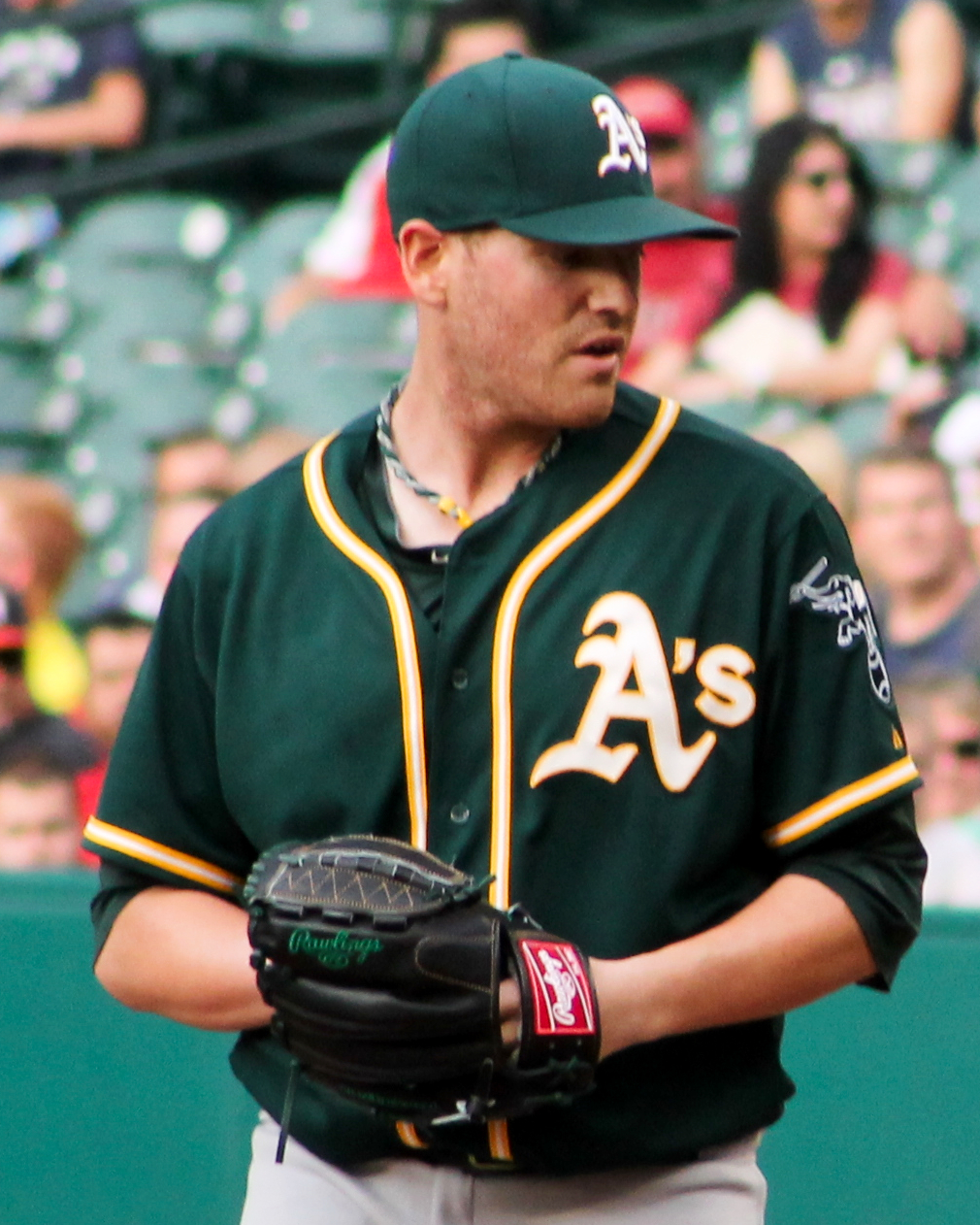
Straily en avril 2014 avec les Athletics d'Oakland.

Dan Straily commence la saison 2013 avec les Athletics, le temps que se termine la suspension de Bartolo Colón. Son premier départ a lieu le 5 avril 2013 contre les Astros de Houston : il cumule 11 retraits au bâton en 6 manches et deux tiers, de même que la victoire. Dès le retour de Colón, Straily est renvoyé à Sacramento. Dans les mineures, il cumule 3 victoires en 5 départs et remet une moyenne de points mérités plus que respectable de 1,14. La nouvelle blessure de Brett Anderson, une fracture de stress à l'os naviculaire du pied, force les A's à rappeler Straily dans les majeures. Il connaît des départs chancelants et d'autres de qualité. Parmi ces derniers compte sa sortie du 4 juillet 2013[réf. nécessaire] où il n'alloue qu'un coup sûr en 7 manches de travail contre les Cubs de Chicago. 

#### Saison 2014
En 7 départs pour Oakland en 2014, Straily affiche une moyenne de points mérités de 4,93 en 38 manches et un tiers lancées. Il a remporté une victoire et subi deux défaites. Ce départ peu convaincant entraîne son renvoi aux ligues mineures début mai.

### Cubs de Chicago
Le 4 juillet 2014, Straily accompagne deux anciens choix de première ronde des Athletics, l'arrêt-court Addison Russell et le voltigeur Billy McKinney, aux Cubs de Chicago dans l'échange qui expédie à Oakland les lanceurs droitiers Jeff Samardzija et Jason Hammel. Il n'effectue qu'un départ pour les Cubs et ajoute 6 présences en relève[pas clair], mais accorde 18 points mérités pour une moyenne de 11,85 en 13 manches et deux tiers de travail. Il complète sa saison 2014 avec une victoire, trois défaites et une moyenne de points mérités de 6,75 en 52 manches lancées et 14 matchs joués au total pour les Athletics et les Cubs.

### Astros de Houston
Le 19 janvier 2015, les Cubs échangent Straily et le joueur de champ intérieur Luis Valbuena aux Astros de Houston contre le voltigeur Dexter Fowler. Straily ne joue que 4 matchs pour Houston en 2015.[réf. nécessaire]

### Reds de Cincinnati
Le 28 mars 2016, les Astros échangent Straily aux Padres de San Diego contre le receveur Erik Kratz. Le 1er avril, soit 4 jours après, Straily est réclamé au ballottage par les Reds de Cincinnati.
Il connaît sa meilleure saison professionnelle en 2016 avec Cincinnati : en 34 matchs dont 31 départs, sa moyenne de points mérités se chiffre à 3,76 en 191 manches et un tiers lancées, et il remporte 14 victoires contre 8 défaites pour la pire équipe de la Ligue nationale.

### Marlins de Miami
Le 19 janvier 2017, Cincinnati échange Straily aux Marlins de Miami contre trois jeunes joueurs : les lanceurs droitiers Austin Brice et Luis Castillo et le joueur de champ extérieur Isaiah White.

### Rapport de dépisteurs
Dan Straily n'a pas une balle rapide explosive, atteignant les 145-148 km/h régulièrement. À l'occasion, il peut toucher à 151 km/h, mais sa force demeure ses balles à effet, ayant une glissante et une balle courbe au-dessus de la moyenne, de même qu'un excellent changement de vitesse.[réf. nécessaire]